# Campionati di football americano in America

## Elenco

### Campionati nazionali

#### Maschili

##### Stati Uniti
| Stato       | Massima serie | Nome della finale | Prima edizione | Edizioni giocate | Maggiori vittorie   | Numero vittorie | Maggiori partecipazioni | Partecipazioni | Campione in carica        |
| ----------- | ------------- | ----------------- | -------------- | ---------------- | ------------------- | --------------- | ----------------------- | -------------- | ------------------------- |
| Stati Uniti | NFL           | Super Bowl        | 1967           | 58               | Pittsburgh Steelers | 6               | New England Patriots    | 9              | Kansas City Chiefs (2023) |

##### Canada
| Stato  | Massima serie | Nome della finale | Prima edizione | Edizioni giocate | Maggiori vittorie | Numero vittorie | Maggiori partecipazioni | Partecipazioni | Campione in carica       |
| ------ | ------------- | ----------------- | -------------- | ---------------- | ----------------- | --------------- | ----------------------- | -------------- | ------------------------ |
| Canada | CFL           | Grey Cup          | 1909           | 111              | Toronto Argonauts | 19              | Winnipeg Blue Bombers   | 29             | Toronto Argonauts (2024) |

##### Altri ufficiali
| Stato       | Massima serie                         | Nome della finale              | Prima edizione | Edizioni giocate | Maggiori vittorie                                                   | Numero vittorie | Maggiori partecipazioni                    | Partecipazioni | Campione in carica              |
| ----------- | ------------------------------------- | ------------------------------ | -------------- | ---------------- | ------------------------------------------------------------------- | --------------- | ------------------------------------------ | -------------- | ------------------------------- |
| Argentina   | Liga Mayor                            | Tazón Austral                  | 2005           | 11               | Cruzados                                                            | 4               | Cruzados, Jabalíes, Tiburones              | 5              | Corsarios (2015)                |
| Bahamas     | Commonwealth American Football League | Boil Fish Bowl                 | 1968           | 6                | V8 Fusion Stingrays                                                 | 3               | Orry J. Sands Pros                         | 6              | Baoilco Fast Track Jets (2015)  |
| Brasile     | Liga Nacional de Futebol Americano    | Brazil Bowl                    | 2010           | 6                | Cuiabá Arsenal, Coritiba Crocodiles                                 | 2               | Coritiba Crocodiles                        | 6              | João Pessoa Espectros (2015)    |
| Cile        | Liga Chilena de Fubol Americano       | Bowl Chileno                   | 2006           | 6                | Santiago Avalanche, Viña del Mar Canoneros, Antofagasta Gladiatores | 2               | Viña del Mar Canoneros                     | 4              | Antofagasta Gladiatores (2013)  |
| Colombia    |                                       | Campeonato del Torneo Nacional | 2008           | 7                | Pumas D.C.                                                          | 3               | Pumas D.C.                                 | 7              | Pumas D.C. (2014)               |
| Costa Rica  | FEFACR                                | Tico Bowl                      | 2009           | 8                | Santa Ana Bulldogs                                                  | 5               | Escazu Toros                               | 7              | Santa Ana Bulldogs (2016)       |
| Ecuador     | FFAE                                  | Copa Mitad del Mundo           | 2016           | 1                | Lobos de Quito                                                      | 1               | Lobos de Quito, Colorados de Santo Domingo | 1              | Lobos de Quito (2016)           |
| El Salvador | SAAIF                                 | Tazon de la Nacion             | 2016           | 1                | San Miguel Fire                                                     | 1               | San Miguel Fire, Caimanes de San Salvador  | 1              | San Miguel Fire (2016)          |
| Guatemala   | AGFA                                  |                                | 2011           | 6                | Bulldogs Guatemala                                                  | 3               | Bulldogs Guatemala                         | 5              | Bulldogs Guatemala (2016)       |
| Honduras    |                                       |                                | 2009           | 6                | Huracanes                                                           | 6               | Huracanes                                  | 6              | Huracanes (2014)                |
| Nicaragua   | LiPFAN                                |                                | 2014           | 1                | Leones of Managua                                                   | 1               | Leones of Managua                          | 2              | Leones of Managua (2014)        |
| Perù        | Liga Inca de Fútbol Americano         |                                |                |                  |                                                                     |                 |                                            |                | (2015)                          |
| Porto Rico  |                                       |                                |                |                  |                                                                     |                 |                                            |                | (2015)                          |
| Uruguay     | LUFA                                  |                                | 2005           | 11               | Barbarians de Montevideo                                            | 5               | Barbarians de Montevideo                   | 10             | Barbarians de Montevideo (2016) |

##### Non ufficiali

###### Attivi
| Stato       | Massima serie | Nome della finale | Prima edizione | Edizioni giocate | Maggiori vittorie                                                         | Numero vittorie | Maggiori partecipazioni         | Partecipazioni | Campione in carica                     |
| ----------- | ------------- | ----------------- | -------------- | ---------------- | ------------------------------------------------------------------------- | --------------- | ------------------------------- | -------------- | -------------------------------------- |
| Costa Rica  | NTFL          | NTFL Super Bowl   | 2015           | 2                | Cartago Leones, Cartago Dragons                                           | 1               | San José Panthers               | 2              | Cartago Dragons (2016)                 |
| El Salvador | ASFA          | ASFA Bowl         | 2014           | 3                | Aguilas of Santa Tecla, Santa Ana Bravos, Barbarians de Antiguo Cuscatlan | 1               | Barbarians of Antiguo Cuscatian | 3              | Barbarians de Antiguo Cuscatlan (2016) |

###### Inattivi
| Stato   | Massima serie     | Nome della finale | Prima edizione | Ultima edizione | Edizioni giocate | Maggiori vittorie        | Numero vittorie | Maggiori partecipazioni | Partecipazioni | Ultimo vincitore |
| ------- | ----------------- | ----------------- | -------------- | --------------- | ---------------- | ------------------------ | --------------- | ----------------------- | -------------- | ---------------- |
| Brasile | Torneio Touchdown |                   | 2009           | 2015            | 7                | Corinthians Steamrollers | 2               | Vasco da Gama Patriotas | 4              | Timbó Rex (2015) |

#### Femminili

##### Ufficiali
| Stato   | Massima serie            | Nome della finale | Prima edizione | Ultima edizione | Edizioni giocate | Maggiori vittorie | Numero vittorie | Maggiori partecipazioni | Partecipazioni | Campione in carica/Ultimo vincitore |
| ------- | ------------------------ | ----------------- | -------------- | --------------- | ---------------- | ----------------- | --------------- | ----------------------- | -------------- | ----------------------------------- |
| Brasile | LIFEFA - Torneio Endzone |                   | 2014           |                 | 2                | Cariocas F.A.     | 2               | Cariocas F.A.           | 2              | Cariocas F.A. (2015)                |

##### Non ufficiali
| Stato       | Massima serie | Nome della finale | Prima edizione | Ultima edizione | Edizioni giocate | Maggiori vittorie               | Numero vittorie | Maggiori partecipazioni         | Partecipazioni | Campione in carica/Ultimo vincitore    |
| ----------- | ------------- | ----------------- | -------------- | --------------- | ---------------- | ------------------------------- | --------------- | ------------------------------- | -------------- | -------------------------------------- |
| El Salvador | ASFA          |                   | 2014           |                 | 3                | Barbarians de Antiguo Cuscatlan | 3               | Barbarians de Antiguo Cuscatlan | 3              | Barbarians de Antiguo Cuscatlan (2016) |

### Campionati locali

#### Maschili

##### Ufficiali
| Stato                     | Massima serie                              | Nome della finale | Prima edizione | Ultima edizione | Edizioni giocate | Maggiori vittorie                       | Numero vittorie | Maggiori partecipazioni       | Partecipazioni | Campione in carica/Ultimo vincitore |
| ------------------------- | ------------------------------------------ | ----------------- | -------------- | --------------- | ---------------- | --------------------------------------- | --------------- | ----------------------------- | -------------- | ----------------------------------- |
| Brasile (Regione Nordest) | LINEFA                                     | Nordeste Bowl     | 2008           |                 | 7                | João Pessoa Espectros                   | 6               | João Pessoa Espectros         | 6              | João Pessoa Espectros (2015)        |
| Amazonas                  |                                            | Manaus Bowl       | 2006           |                 | 10               | Manaus Cavaliers                        | 5               | Cruzados, Jabalíes, Tiburones | 5              | Ajuricaba Warriors (2016)           |
| Amazonas, Pará, Roraima   |                                            | Jungle Bowl       | 2012           |                 |                  | Ajuricaba Warriors, Manaus Cavaliers    |                 |                               |                | Ajuricaba Warriors (2014)           |
| Distretto Federale, Goiás | Campeonato Candango                        |                   | 2014           |                 | 2                | Leões de Judá, Brasília V8              | 1               |                               |                | Leões de Judá (2015)                |
| Rio Grande do Sul         | Campeonato Gaúcho                          | Gaúcho Bowl       | 2008           |                 | 8                | Porto Alegre Pumpkins                   | 4               | Porto Alegre Pumpkins         | 6              | Santa Maria Soldiers (2016)         |
| Espírito Santo            | Campeonato Capixaba                        |                   | 2007           |                 | 8                | Vila Velha Tritões                      | 6               | Vila Velha Tritões            | 6              | Vila Velha Tritões (2015)           |
| Mato Grosso               | Campeonato Mato-Grossense                  |                   | 2015           |                 | 1                | Cuiabá Arsenal                          | 1               | Cuiabá Arsenal, Sinop Coyotes | 1              | Cuiabá Arsenal (2015)               |
| Paraíba                   | Campeonato Paraibano de Futebol Americano  | PB-Bowl           | 2007           |                 | 3                | João Pessoa Espectros                   | 3               | João Pessoa Espectros         | 3              | João Pessoa Espectros (2009)        |
| Paraná                    | Campeonato Paranaense de Futebol Americano | Paraná Bowl       | 2009           |                 | 7                | Coritiba Crocodiles                     | 7               | Coritiba Crocodiles           | 7              | Coritiba Crocodiles (2015)          |
| Rio de Janeiro            | Campeonato Carioca de Futebol Americano    | Carioca Bowl      | 2000           |                 | 17               | Botafogo Reptiles                       | 7               | Botafogo Reptiles             | 10             | Falcões (2016)                      |
| Santa Catarina            | Liga Catarinense de Futebol Americano      | SC-Bowl           | 2006           |                 | 10               | Joinville Gladiators, Joinville Panzers | 3               | São José Istepôs              | 5              | Timbó Rex Development (2015)        |

##### Non ufficiali
| Stato             | Massima serie                                    | Nome della finale | Prima edizione | Ultima edizione | Edizioni giocate | Maggiori vittorie  | Numero vittorie | Maggiori partecipazioni                  | Partecipazioni | Campione in carica/Ultimo vincitore |
| ----------------- | ------------------------------------------------ | ----------------- | -------------- | --------------- | ---------------- | ------------------ | --------------- | ---------------------------------------- | -------------- | ----------------------------------- |
| Espírito Santo    | Vila Velha Arena Football                        |                   | 2009           | 2010            | 2                | Vila Velha Tritões | 2               | Vila Velha Tritões                       | 2              | Vila Velha Tritões (2010)           |
| Espírito Santo    | Colibri Bowl                                     |                   | 2009           | 2009            | 1                | Vila Velha Tritões | 1               | Vila Velha Tritões, Vitória White Sharks | 1              | Vila Velha Tritões (2009)           |
| Espírito Santo    | Torneio de Colonização do Solo Espiritossantense |                   | 2009           | 2009            | 1                | Vila Velha Tritões | 1               | Vila Velha Tritões, Vila Velha Rhinos    | 1              | Vila Velha Tritões (2009)           |
| Espírito Santo    | Desafio Espírito-Santense de Futebol Americano   |                   | 2011           | 2011            | 1                | Vitória Antares    | 1               | Vitória Antares, Revolution F.A.         | 1              | Vitória Antares (2011)              |
| Rio Grande do Sul | Torneio Farroupilha de Futebol Americano No Pads |                   | 2014           |                 | 1                | Restinga Redskulls | 1               | Restinga Redskulls                       | 1              | Restinga Redskulls (2014)           |